# Saint-Roch (Quebec)
Saint-Roch es un barrio céntrico en el distrito de La Cité en la ciudad de Quebec, Canadá. Antiguamente un barrio de la clase obrera, algunas de sus partes han sido remodeladas en los últimos años.

## Historia

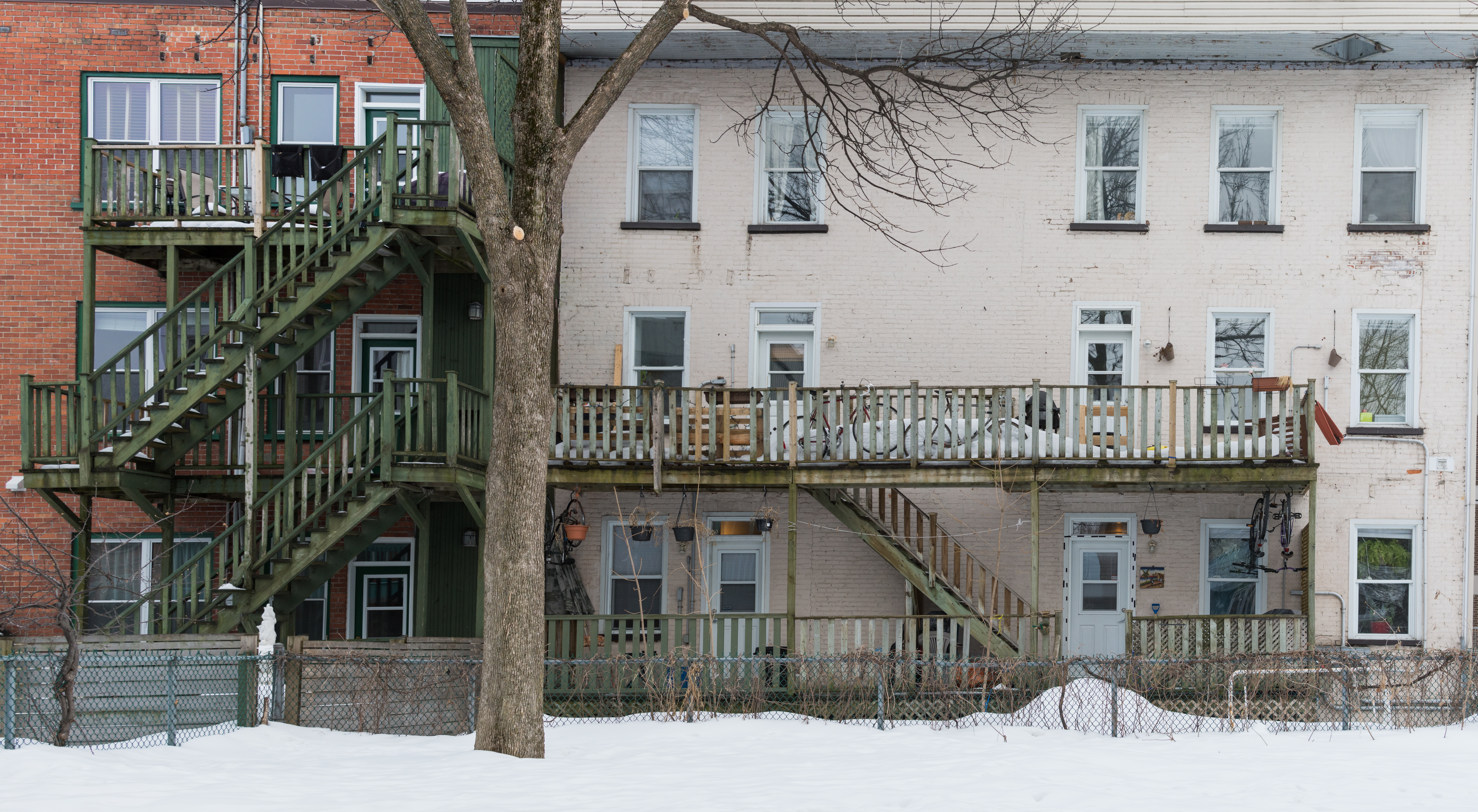
Típica arquitectura residencial de patio trasero.

Saint-Roch fue fundada en 1620 por los recoletos, que construyeron una pequeña iglesia dedicada a San Roque. Hoy en día, la Iglesia de San Roque es la más grande de la ciudad de Quebec. Más tarde, se construyeron algunas casas cerca de lo que hoy es la Gare du Palais. En la primera mitad del siglo XIX, Saint-Roch era un astillero. Más tarde, el distrito vio el desarrollo de la actividad minorista y manufacturera. Desde mediados del siglo XIX hasta los años 60, la calle Saint-Joseph fue la principal calle comercial de la ciudad de Quebec. En la década de 1960, con los compradores atraídos por los centros comerciales suburbanos, una buena parte de la calle se cubrió con un techo de hormigón y plexiglás en 1974. Muchos holgazanes estaban presentes en el centro comercial, especialmente durante el tiempo frío, y era un poco mal visto. La decisión de demoler progresivamente el techo (y por lo tanto el centro comercial) se tomó en la década de 1990, y la destrucción se completó en 2007 (lo que llevó a un aumento de la actividad comercial).

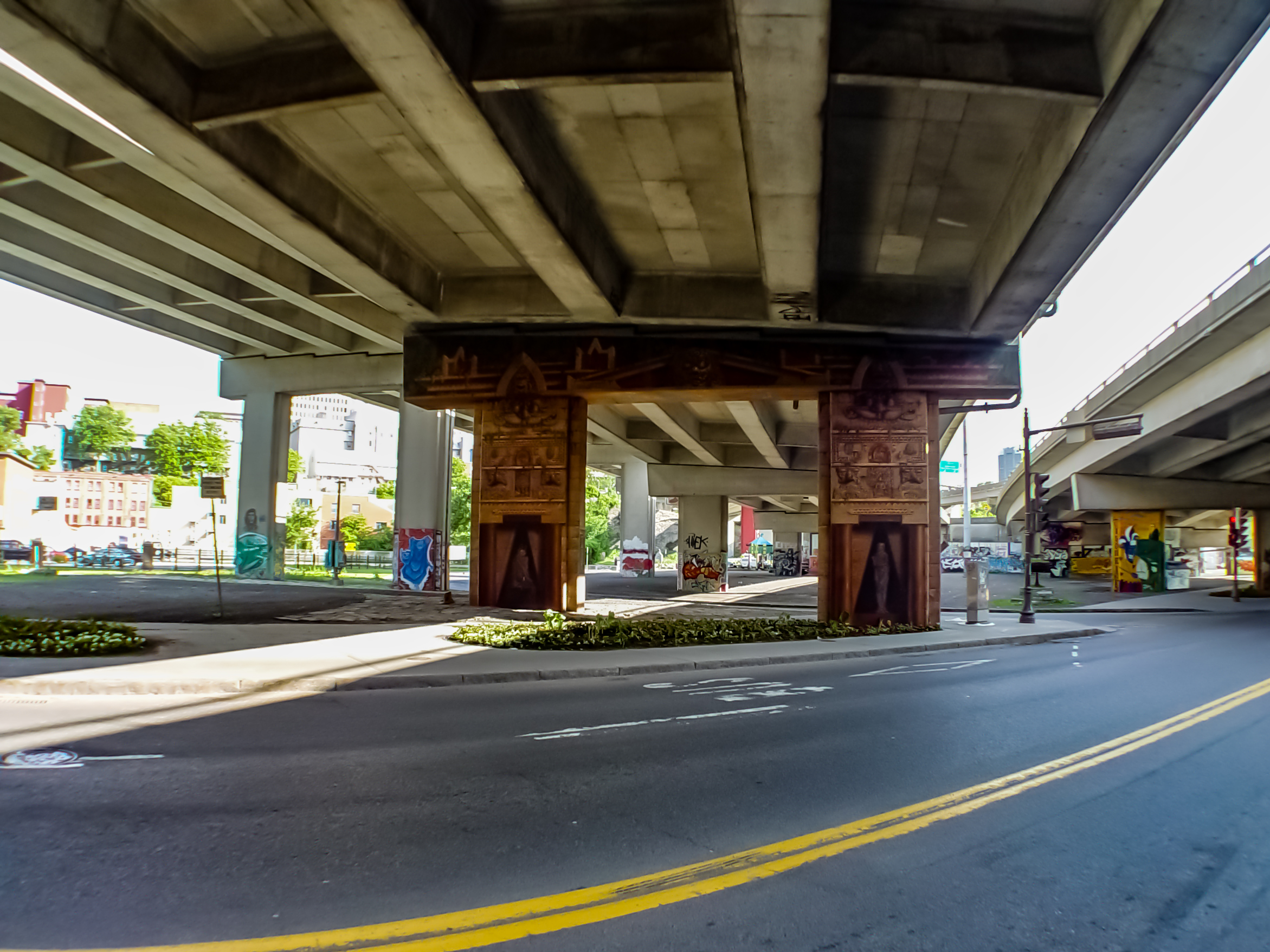
Por debajo del paso elevado de la autopista en 2004.

Durante la segunda mitad del siglo XX, el barrio cayó en decadencia y fue considerado el más desfavorecido de la ciudad. Sin embargo, desde el año 2000, se han invertido 380 millones de dólares en el distrito para renovar y reconstruir la mayoría de los edificios de la rue Saint-Joseph..
Muchos edificios residenciales de clase obrera, que representan una décima parte de la zona de Saint-Roch, fueron demolidos en 1972 para dejar paso a la autopista 440 (segmento Dufferin-Montmorency), como una forma de acomodar la expansión suburbana y el uso de automóviles después de la Segunda Guerra Mundial. El terreno vacío sobre el que se construyeron los pilares de hormigón fue finalmente apropiado por los ciudadanos, especialmente para la exposición de arte público, y más tarde para grafiti y murales trompe-l'œil. Esta zona no oficial se llamaba Îlot Fleurie (fr), debido a la cercana calle Fleurie. También fue un lugar de socialización para los manifestantes durante la Cumbre de las Américas de 2001, así como donde se celebró el espectáculo gratuito de Cirque du Soleil Les Chemins invisibles muchas veces durante los veranos de 2010 a 2012.

## Galería
|                                                |
| The Rothmans tobacco factory in the background |

|                                             |
| Quebec city's central Gabrielle Roy library |

|                                                                      |
| Some older houses bordering the Dufferin-Montmorency autoroute (440) |

|               |
| INRS building |

|                                    |
| The commercial Saint-Joseph street |